# Ruth von Truchseß
Ruth von Truchseß (* 17. Januar 1941 in Zwittau, Reichsgau Sudetenland) ist eine deutsche Politikerin (SPD).
1958 erreichte Truchseß die Mittlere Reife, es folgte das Fachabitur über das Telekolleg und ein Studium der Volkswirtschaft an der Universität Würzburg. Sie war von 1962 bis 1972 als Bauzeichnerin tätig, danach Mitarbeiterin im Notariat und ging schließlich an die Bundesanstalt für Arbeit.
1972 trat Truchseß der SPD bei. Sie war Mitglied des Kreistags, Unterbezirksvorsitzende der SPD Schweinfurt und von 1994 bis 2003 Abgeordnete des Bayerischen Landtags für den Wahlkreis Unterfranken.